# 虹口历史
虹口，因虹口港（昔称沙洪，其与黄浦江交汇处称洪口）而得名。现虹口地域约在公元6-8世纪成陆。上海开埠前，虹口地区除江湾镇、虹安镇、虹口镇等集镇外，多系农田渔村。境内以虬（旧）江为界，南属上海县，北属宝山县。清道光二十五年（1845年），美国传教士在境南租地造屋。道光二十八年（1848年），辟美侨居留地。同治二年（1863年）五月划定美租界地域。是年八月，英美租界合并，改称英美公共租界。光绪二十五年（1899年）三月虹口南部为公共租界北区和东区的主体部分。虹口以北地区仍分属上海县和宝山县。“八一三事变后，虹口沦为日本海军警备地区，由日本海军直接管辖。民国34年（1945年）8月抗日战争胜利后，上海市政府建区，境内主要地域划为第十六区、十七区、十八区。民国36年（1947年），分别改称虹口区、北四川路区、提篮桥区。此三区加上后划入虹口的江湾镇形成现虹口区的主要部分。

## 租界时代

### 开辟美租界
1848年（道光二十八年），上海开埠的第六年，美国圣公会差会中国教区主教文惠廉（1845年来到上海，先在县城内居住）向新任上海道台吴健彰要求开辟美国居留地，于是吴健彰将虹口区南境，苏州河北岸与英租界相望的地块辟为美租界（后与英租界合称公共租界）。
美租界内最早建成的重要建筑物就是美国圣公会差会的救主堂，1853年建成，教堂大门开在南面的百老汇路（今大名路），东侧的马路就以文惠廉的名字命名为文监师路或蓬路（今塘沽路）。
1854年，在小刀会占领上海县城期间，上海的英美法租界自设行政机构工部局，成为国中之国。
1856年，苏州河上外白渡桥的前身“韦尔斯桥”建成，1857年，礼查饭店从今金陵东路外滩附近迁移到韦尔斯桥北侧河边。
1870年代，上海公共租界工部局所办的公济医院自法租界外滩迁到今四川路桥北堍，负责该医院的天主教修女会在附近建造了会院。
此后，沿苏州河北岸的居民逐渐增多。工部局陆续自北苏州路向北修筑了吴淞路、乍浦路、天潼路，北四川路等多条道路，这些马路逐渐向北延伸，直到至租界边缘，上海、宝山两县交界的穿洪浜（靶子路，今武进路），马路两侧也陆续兴建石库门住宅。
1899年，原英、美公共租界改称上海国际公共租界，公共租界被划分为北、东、中、西四区，虹口属于北区和东区。
20世纪初，上海公共租界工部局从靶子路继续向北越界筑路，已经深入当时的宝山县境内，其中最重要的是北四川路北段，向北直达虹口公园（今鲁迅公园）。这些越界筑路，道路由工部局行使警权，两侧治安则归华界警察掌管。

### 日本居留地
清同治九年（1870年），中日两国建交，日本人开始来上海经商、侨居，他们在上海的聚居地是虹口。同治十二年（1873年），原日本公馆（日本上海出张所）改称为日本驻上海领事馆，位于虹口闵行路3号。北四川路向北越界修筑后，大批日本侨民也在此集中居住，日商在此开设购买组合等不少店铺及福民医院（今上海市第四人民医院）、日本学校、内山书店。
宣统二年（1910年），日本在虹口地区的侨民人数超过其他各国，位居第一。第一次世界大战以后，由于日本侨民在虹口占有优势地位，虹口俗称为“日租界”。日本开始参与租界管理工作。民国5年1916年，上海公共租界工部局巡捕房设立日捕股，11月20日，30名日本巡捕到位，接管虹口地区的公共治安事务。
民国14年（1925年）5月30日，五卅惨案爆发，日本于6月9日派遣海军陆战队抵沪，入驻虹口地区，保护侨民。北四川路北端设立了日本海军陆战队司令部。
民国16年（1927年），国民革命军北伐占领上海，日军于四川北路布防。
民国21年（1932年）1月28日，驻虹口日军挑动一二八事变，自海军陆战队总部出发进攻闸北，同十九路军激战。3月，停战。民国21年（1932年）4月29日中日国正式签署停战协定前，驻沪日军总司令白川义则日本于虹口公园举行阅兵，庆祝日本天皇长寿的天长节及日军胜利。韩国反日人士尹奉吉混入人群中，向主宾席投掷炸弹，结果白川义则被炸死，日本驻华公使重光葵被炸断一腿，海军中将野村吉三郎被炸瞎一目。参见：虹口公园爆炸案
民国21年（1932年）7月6日，公共租界工部局决定将虹口越界筑路地段交还中国，被实际占领当地的日本军队拒绝，此后，虹口地区沦为日本海军警备地区，俗称为“上海日租界”。
民国22年（1933年）大批犹太人为逃避纳粹德国的迫害，流亡上海，多数聚居在虹口地区境内，日本当局将其按照无国籍处理，高峰时居住在虹口地区的犹太难民达到1万7千人。
民国25年（1936年）10月8日，日军以有水兵被害为由，跨过租界边境布防，遭到上海市政府的抗议。民国26年（1937年）8月13日，淞沪战役爆发，虹口地区成为战场。8月20日，张治中部包围日本驻沪海军陆战队司令部大楼。不久，随着日本援军到来，战场情势逆转。11月12日，日军完全占领上海，公共租界也被迫承认日本对虹口租界区域有着完全的管理权。民国28年（1939年）9月22日，日本完全占领苏州河以北地区。
民国32年（1943年）8月1日，日本占领军宣布将租界交还汪精卫政府。民国34年1945年8月，抗战以中国胜利告终，所有租界区域被国民政府接管。

## 行政区划历史
民国34年（公元1945年）8月上海光复后，境内主要地域划为第十六区、十七区、十八区。民国36年（公元1947年）：
- 第十六区改称虹口区，今虹口区轨交3号线-俞泾浦-虹口港加上来安里围起来的以西部分。
- 第十七区改称北四川路区，今广中路街道（去掉今灵新小区中部东西横穿至汶水东路部分）加上 轨交3号线-俞泾浦-沙泾港围起来的部分。
- 第十八区改称提篮桥区，今虹口港-沙泾港-四平路-新港路围起来部分，去掉今新港幼儿园-华师大一附中实验中学-大连小区-乾鸿苑以东部分。

民国38年（1949年）5月27日后，市军事管制委员会派员接管3个区公所，建立区人民政府。
1956年3月，北四川路区与虹口区合并为虹口区。
1958年，原榆林区的大连路和大连西路以南、面积1.22平方公里地域，划归提篮桥区。今欧阳路街道沙泾港以东，大连西路以南，加上今嘉兴路街道新港路以东和新港幼儿园-华师大一附中实验中学-大连小区-乾鸿苑以东部分。
1959年12月，提篮桥区与虹口区合并为虹口区。
1962年12月，虹口区境罗浮路以西0.06平方公里地域，今来安里划归闸北区。
1979年，原属宝山县与杨浦区的0.87平方公里地域划归虹口区，今沙泾港-中山北一路-玉田路-东体育会路围起来部分，加上玉田路-东体育会路以北到中山北二路一半以南部分。
1984年9月，宝山县江湾镇，今绝大部分江湾镇街道、凉城新村街道和大八寺，今曲阳路街道北片区的9.38平方公里地域划归虹口区。
1992年划定区界时，密云路北端路东约0.03平方公里，今属同济大学，划归杨浦区，密云路西约0.02平方公里，今属虹口区社区福利院，加上复旦大学南区西部小块，划归虹口区。
至此形成区境现状。此后，虹口区的边界未再发生改变。